# Nautse
Koordinaten: 58° 35′ N, 23° 9′ O
Nautse ist ein Dorf (estnisch küla) auf der drittgrößten estnischen Insel Muhu. Es gehört zur gleichnamigen Landgemeinde (Muhu vald) im Kreis Saare (Saare maakond).
Der Ort hat 23 Einwohner (Stand 31. Dezember 2011). Er liegt Nahe der Nordwest-Küste der Insel.

## Straußenfarm
Auf dem Bauernhof Laasu befindet sich die größte Straußenfarm Estlands, in der auch Kängurus, Zebras, Emus, Alapakas und andere Tiere gehalten werden. Sie ist von Mai bis September für Besucher geöffnet.